# Вильсон, Александр
Александр Вильсон (англ. Alexander Wilson; 1766—1813) — американский орнитолог, иллюстратор и поэт.
В 1794 году Вильсон эмигрировал из Шотландии в Америку. Начиная с 1804 года, он начал иллюстрировать серию книг о птицах Северной Америки «American Ornithology».
Несколько видов птиц, такие как качурка Вильсона (Oceanites oceanicus), зуёк Вильсона (Charadrius wilsonia), а также род птиц вильсония (Wilsonia) названы в его честь.

## Произведения
- American Ornithology. 9 томов. Bradford and Inskeep, Philadelphia 1808—1814.

### Лирика
- Poems. J. Neilson, Paisley 1790.
- Poems, Humorous, Satirical, and Serious. 2. Auflage. P. Hill, Edinburgh 1791.
- Poems Chiefly in the Scottish Dialect by Alexander Wilson with an Account of His Life and Writings. J. Neilson, Paisley 1816.
- The Poetical Works of Alexander Wilson. J. Henderson, Belfast 1844.
- The Poems and Literary Prose of Alexander Wilson. Ed. Rev. Alexander B. Grosart. 2 Bd. Alexander Gardner, Paisley 1876.